# Nycticeinops bellieri
Nycticeinops bellieri és una espècie de ratpenat de la família dels vespertiliònids. Viu a l'Àfrica subsahariana (Costa d'Ivori, Guinea i Libèria). S'alimenta dels insectes que caça amb l'ajuda de l'ecolocalització. Anteriorment era classificat com a subespècie del ratpenat d'Eisentraut (N. eisentrauti), del qual fou separat basant-se en dades genètiques, morfològiques i ecològiques.